# Schőnviszky László
Schőnviszky László (Budapest, 1901. február 19. – Budapest, 1979. szeptember 21.) barlangkutató.

## Életútja
A Mester utcai felsőkereskedelmi iskolában érettségizett 1918-ban, majd a Székesfővárosi Könyvtárban (jelenleg Fővárosi Szabó Ervin Könyvtár) helyezkedett el.

## Barlangkutató tevékenysége
1918-tól foglalkozott barlangkutatással, az 1926-ban létrehozott Magyar Barlangkutató Társulatnak alapító tagja és sok éven át titkára volt. Részt vett a Társulat 1958. évi újjáalakításában, 1961-től 1969-ig (nyugdíjasként) irodavezetője, 1972-ig pedig könyvtárosa volt. Fiatal éveiben a barlangok feltárása, bejárása, feltérképezése vonzotta, publikációi közül a bükki barlangok leírása a legjelentősebb. Feltáró munkájának köszönhető, hogy a Solymári-ördöglyuk hossza is több száz méterrrel növekedett. Idősebb korában főleg irodalmi munkásságával segítette hazánk barlangjainak megismerését. Fényt derített néhány régi barlangkutató (Sartory József, Farkas János, Szentiványi Márton, Bekey Imre Gábor) életére, barlangkutatásban elért eredményeire. Feldolgozta a Kárpát-medence legrégebben ismert jégbarlangjának, a Drevnyiki-jégbarlangnak a történetét is. Bertalan Károllyal közösen elkészítette a magyar barlangtani bibliográfiát (Bibliographia spelaeologica hungarica) 1931-től 1945-ig.

## Művei
- A Pálvölgyi-barlang huszonötéves jubileuma. Turisták Lapja, 1929. november–december. (41. évf. 11–12. szám.) 219. old.
- A Bükk-hegységi barlangok kutatása. Turisták Lapja, 1929. november–december. (41. évf. 11–12. szám.) 226. old.
- A werfeni jégbarlangban. Pesti Napló, 1929. nov. 15. Bp. 21. old.
- A Kőháti-zsomboly. Turisták Lapja, 1930. november. (42. évf. 11. sz.) Bp. 363–364. old.
- Bertarelli, L. V. – Boegan, E.: Duemila-Grotte... (ismertetés). Turisták Lapja, 1931. szeptember. (43. évf. 9. sz.) Bp. 268. old.
- Czoernig-Czernheusen (!), Ing. Walter: Die Höhlen des Landes Salzburg... (ismertetés) Turisták Lapja, 1931. szeptember. (43. évf. 9. sz.) Bp. 268. old.
- Magyarország barlangjai. (előadása) Turistaság és Alpinizmus, 1931. március. (21. évf. 3. sz.) Bp. 51. old.
- A meziádi Czárán-barlang feltárása. Turisták Lapja, 1931. szeptember. (43. évf. 9. sz.) 271. old.
- A Turisták Lapja és a barlangkutatás. Turisták Lapja, 1931. szeptember. (43. évf. 9. sz.) 265–266. old.
- A világ legmélyebb feltárt zsombolya... (Abisso Bertarelli). Turisták Lapja, 1931. szeptember. (43. évf. 9. sz.) 271–272. old.
- A víz szerepe a barlangok kialakulásában. Turisták Lapja, 1931. szeptember. (43. évf. 9. sz.) 262–264. old.
- A megkövesedett cseppek. Turisták Lapja, 1932. (44. évf. 4. sz.) 116–119. old.
- Dr. Dudich Endre: Az Aggteleki cseppkőbarlang és környéke... (ismertetés) Turisták Lapja, 1932. (44. évf. 4. sz.) 125. old.
- Dudich Endre dr.: Biologie der Aggteleker (!) Tropfensteinhöhle „Baradla” in Ungarn... (ismertetés) Turisták Lapja, 1932. (44. évf. 4. sz.) 125. old.
- Tókos Károly: Kalauz az Aggteleki cseppkőbarlanghoz. Putnok: S. Tapody Á. különnyomat, 1930. 10 oldal (ismertetés). Turisták Lapja, 1932. (44. évf. 4. sz.) 125–126. old.
- Választmányi ülés 1932. évi február hó 9-én. (Jegyzőkönyvi kivonat) Barlangvilág, 1932. (2. köt.) 1–2. füzet 17. old.
- Tisztújító közgyűlés 1932. évi februárius hó 16-án. (Jegyzőkönyvi kivonat) Barlangvilág, 1932. (2. köt.) 1–2. füzet 17–18. old.
- A szentendrei Saskői-barlang. (1933. máj. 22-i előadás jegyzőkönyvi kivonat) Barlangvilág, 1934. (4. köt.) 1. füzet 14. old. (egyik előadása)
- A magyar barlangtani irodalom jegyzéke (Pótlások 1769-től 1925-ig.) Barlangvilág, 1934. (4. köt.) 1. füzet 18–24. old.
- A Magyar Barlangkutató Társulat... (1935. okt. 29-i választmányi ülése. Jegyzőkönyvi kivonat.) Barlangvilág, 1935. (5. köt.) 3–4. füz. 64. old.
- A Magyar Barlangkutató Társulat választmányi ülése 1936. december 15-én. (Jegyzőkönyvi kivonat.) Barlangvilág, 1936. (6. köt.) 3–4. füz. 78. old.
- A Magyar Barlangkutató Társulat választmányi szakülése 1936. december 15-én. Barlangvilág, 1936. (6. köt.) 3–4. füz. 78–79. old.
- A Pilis-hegység barlangjai. Turisták Lapja, 1937. április. (49. évf. 4. sz.) 148–151. old.
- A Bükk-hegység barlangjai. Turisták Lapja, 1937. augusztus–szeptember és október (49. évf. 8–9. és 10. sz.) 275–279, 332–334. old.
- Bányai János: Új barlangos könyvek. (ismertetés) Karszt és Barlang, 1962. 1. félév. 38. old.
- Termitbombás denevérek. Karszt és Barlang, 1962. 1. félév. 40. old.
- Külföldi barlangkutatók látogatásai Magyarországon. Karszt és Barlang, 1962. 2. félév. 50. old. (Balázs Dénessel és Maucha Lászlóval)
- A világ legmélyebb barlangjai. Karszt és Barlang, 1962. 2. félév. 77–78. old.
- Speleonosis, a „barlangi betegség”. Karszt és Barlang, 1962. 2. félév. 78. old.
- Bibliographia Spelaeologica Hungarica 1931–1935. Karszt- és Barlangkutatás, 4. évf. 1962. 87–131. old. Bp. 1965. (Bertalan Károllyal)
- Szigligeti Ede és „Az aggteleki-barlang”. Karszt és Barlang, 1963. 1. félév. 1–6. old.
- Az olaszországi Spluga della Preta... Karszt és Barlang, 1963. 2. félév. 89. old.
- Megdöntötték Michel Siffre földalatti rekordját. Karszt és Barlang, 1963. 2. félév. 89. old.
- Prehisztorikus kormot határoztak meg (az amerikai Salt Cave-ből) Karszt és Barlang, 1963. 2. félév. 89. old.
- Sündisznók barlangban. Karszt és Barlang, 1963. 2. félév. 89. old.
- A szentgyörgyhegyi jégbarlangról. Karszt- és Barlangkutatási Tájékoztató, 1963. 4–5. füz. 98. old.
- Feltárták Jupiter (Zeus) barlangját. Karszt és Barlang, 1964. 2. félév. 70. old.
- Új barlangtani intézet az USA-ban. Karszt és Barlang, 1964. 2. félév. 70. old.
- Barlangnap 1964. Karszt- és Barlangkutatási Tájékoztató, 1964. 4. füz. 72–74. old.
- A Szemlőhegyi-barlang irodalma. Karszt és Barlang, 1965. 1. félév. 31–33. old.
- Farkas János, Sartory József és az Aggteleki-barlang. Karszt és Barlang, 1966. 1. félév. 1–8. old.
- Bibliographia Spelaeologica Hungarica 1936–1940. Karszt- és Barlangkutatás, 5. évf. 1963–1967. 139–182. old. Bp. 1968. (Bertalan Károllyal)
- Erdőtüzet és égő gabonatáblát oltottak a barlangkutatók. Karszt és Barlang, 1968. 1–2. félév. 34. old.
- A Kárpát-medence legrégebben ismert jégbarlangja. Karszt és Barlang, 1968. 1–2. félév. 11–16. old.
- Szpeleológiai folyóiratok. Karszt és Barlang, 1969. 1. félév. 41–42. old.
- A Társulati taglétszám alakulása. Karszt és Barlang, 1970. 2. félév. 104. old. (Balázs Dénessel)
- Bibliotheca Speleologica. Karszt és Barlang, 1970. 2. félév. 106. old.
- Bibliographia Spelaeologica Hungarica 1941–1945. Karszt- és Barlangkutatás, 6. évf. 1968–1971. 131–177. old. (Bertalan Károllyal)
- Vendl Aladár (1886–1971). Karszt és Barlang, 1971. 1. félév. 47. old.
- Dr. Bányai János (1886–1971). Karszt és Barlang, 1971. 1. félév. 47. old.
- Barbie Lajos emlékezete. Karszt és Barlang, 1971. 2. félév. 94. old.
- Bibliographia Spelaeologica Hungarica. Addenda et Corrigenda 1691–1943. Karszt- és Barlangkutatás, 7. évf. 1972. 167–181. old. Bp. 1973. (Bertalan Károllyal)
- Bekey Imre Gábor. Karszt és Barlang, 1972. 1–2. félév. 17–20. old.
- Bibliographia Spelaeologica Hungarica. Register. 1931–1945. Karszt- és Barlangkutatás, 8. köt. 1973–1974. 147–260. old. (Bertalan Károllyal)
- Barlangi ismeretek a XVII. században. Karszt és Barlang, 1979. 1–2. félév. 1–4. old.